# Oligotrichea
Classe
Les Oligotrichea sont une classe de protistes de l'embranchement des Ciliophora (les Ciliés).

## Liste des ordres
Selon GBIF (26 septembre 2022) :
- Choreotrichida Small & Lynn, 1985
- Halteriida  Petz & Foissner, 1992
- Oligotrichida Bütschli, 1889
- Strombidiida Petz & Foissner, 1992
- Tintinnida Kofoid & Campbell, 1929

Selon le World Register of Marine Species (26 septembre 2022) :
- sous-classe des Halteriia
  - Halteriida
- sous-classe des Oligotrichia
  - Choreotrichida
  - Oligotrichida
  - Strombidiida

## Systématique
Le nom valide de ce taxon est Oligotrichea Bütschli, 1889.